# Leucorhodia ragua
Leucorhodia ragua là một loài bướm đêm thuộc phân họ Arctiinae, họ Erebidae.